# Air Seychelles
Air Seychelles è la compagnia aerea di bandiera delle isole omonime; la sua base principale è presso l'aeroporto Internazionale delle Seychelles situato a Mahé. La compagnia effettua voli internazionali verso Europa, Asia e Medio Oriente e voli di linea e charter verso le isole dell'Arcipelago. È posseduta interamente dal governo locale.

## Storia
Nel 1977 il Governo delle Seychelles ha acquistato diverse piccole compagnie aeree, raggruppandole in un'unica entità col nome di Air Seychelles.
Nel 1983, con lo scopo di aprire rotte verso l'Europa, è stato acquistato un Douglas DC-10 ed il 26 ottobre dello stesso anno è stata inaugurata la rotta Mahé-Francoforte-Londra. Nel 1987, per far fronte alle numerose richieste dei viaggiatori, vennero acquistati due Boeing 707-300.
Nel 1989 è stato acquistato un Boeing 767-300 mentre nel 1993 è stato preso a noleggio un Boeing 757 per incrementare le rotte verso l'Europa. Nel 1997 Air Seychelles ha stipulato un accordo con Air France per ampliare i voli tra Parigi e Mahé utilizzando il proprio Boeing 767.
Nel 2002 è stato acquistato uno Short 360 da utilizzare per i brevi voli interni, mentre nel 2003, dopo aver firmato un accordo di collaborazione con FedEx, Air Seychelles noleggiò un Antonov An-12 per sviluppare il settore cargo della compagnia.
Nel 2007 la compagnia è diventata cliente di lancio del DHC-6-400. Nel 2011 Air Seychelles ha presentato la nuova livrea, che progressivamente è stata adottata su tutti i velivoli in flotta.
Nel 2012 Etihad Airways ha acquistato dal governo il 40% delle azioni di Air Seychelles, che è così entrata a far parte dell'Etihad Equity Alliance e del network della compagnia di Abu Dhabi; nel 2013 vennero introdotti in flotta due Airbus A330-300, precedentemente appartenuti a quest'ultima. Nel 2014 la flotta è stata ulteriormente ingrandita grazie all'acquisto di due DHC-6-400 e di un Airbus A320.
A causa dell'insuccesso dell'operazione, il 1 maggio 2021 Etihad ha rinunciato alla sua partecipazione nella compagnia, vendendo nuovamente al governo il 40% delle azioni in suo possesso, al prezzo simbolico di 1$.

## Livrea
Nell'ottobre 2011, dopo quasi 25 anni nei tradizionali colori locali rosso, bianco e verde con due sterne bianche (Gygis alba , l'uccello nazionale delle Seychelles), Air Seychelles ha dipinto il suo primo Boeing 767-300ER nei nuovi colori dell'azienda. I colori usati sulla coda sono blu, verde, rosso e bianco.

## Destinazioni
Al 2024 Air Seychelles opera voli nazionali e verso Emirati Arabi Uniti, India, Israele, Kazakistan, Madagascar, Mauritius, Sri Lanka e Sudafrica.

### Accordi commerciali
Al 2023 Air Seychelles ha accordi di code-share con le seguenti compagnie:
- Air India[4]
- Etihad Airways[5]
- South African Airways[6]
- Qatar Airways[7]

## Flotta

### Flotta attuale

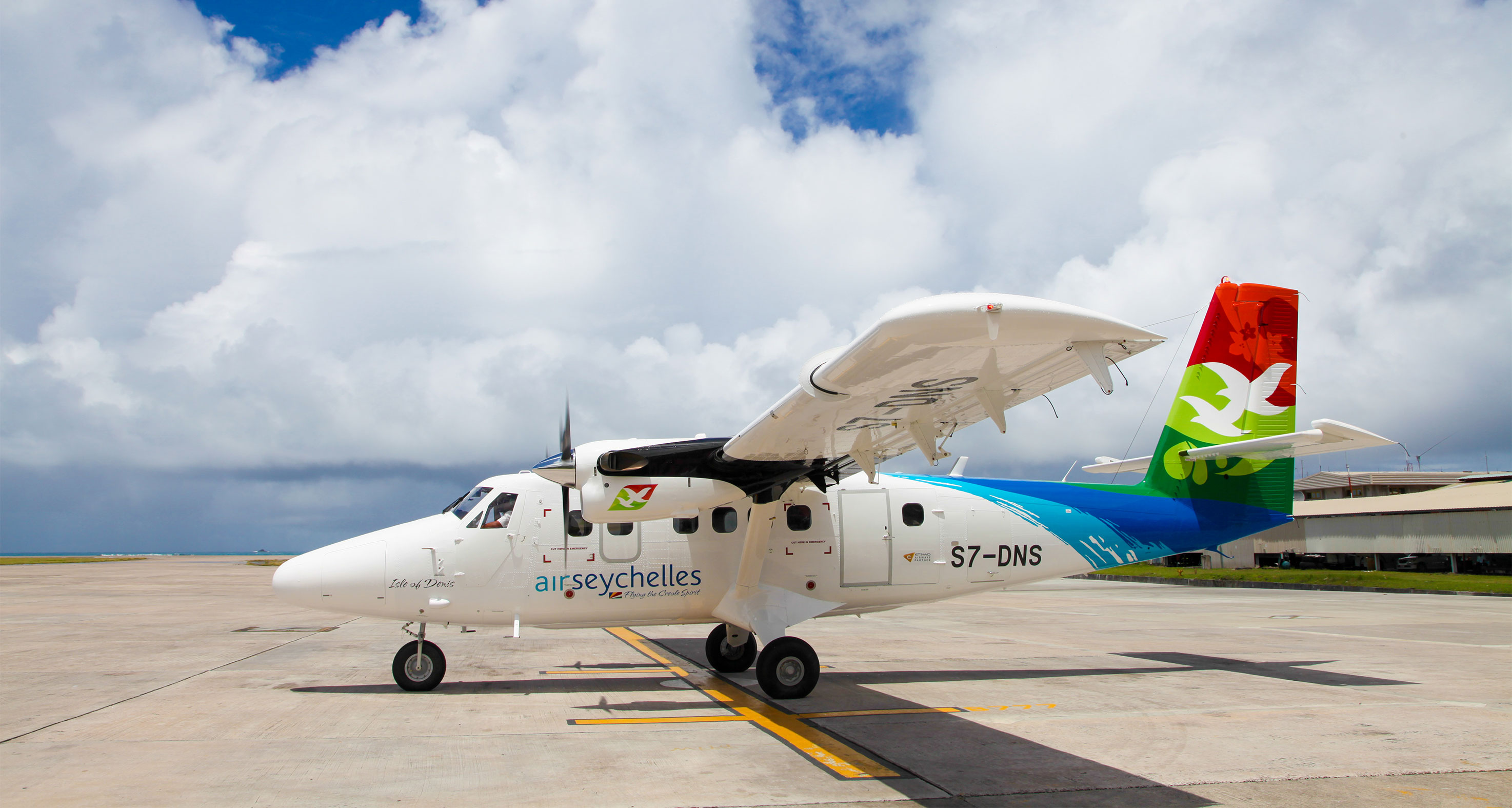
Un DHC-6 Twin Otter.

Ad agosto 2024 la flotta di Air Seychelles è così composta:

### Flotta storica

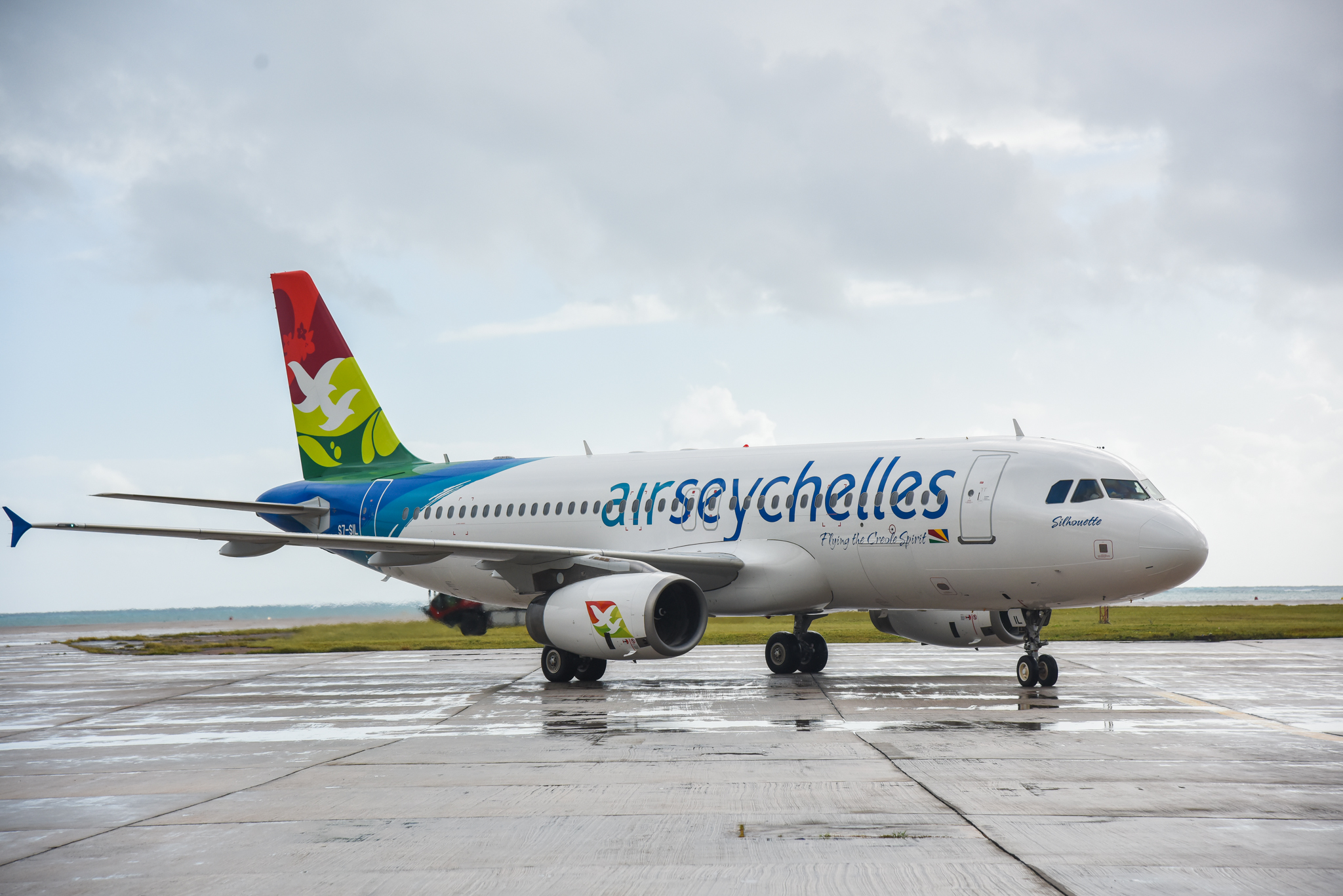
Un Airbus A320-200.

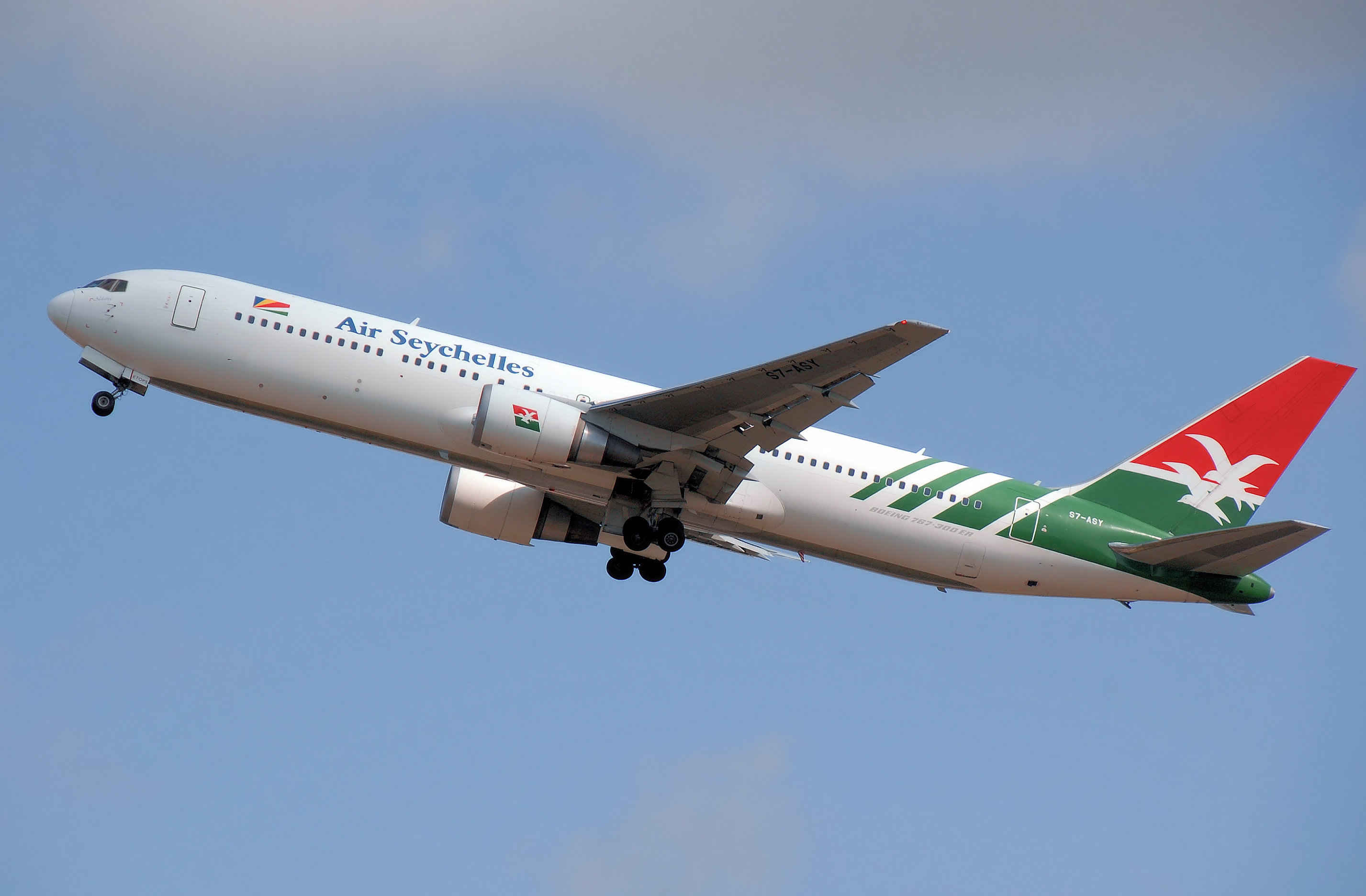
Un Boeing 767-300ER con la vecchia livrea.

In passato Air Seychelles ha operato i suoi voli con i seguenti aeromobili: